# Escrime aux Jeux paralympiques d'été de 1984
Navigation
Arnhem 1980 Séoul 1988
La compétition d'escrime des Jeux paralympiques d'été de 1984 se déroulent dans la ville de New York ou Stoke Mandeville. Quinze épreuves y sont organisées.

## Résultats

### Podiums masculins
| Épreuves                    | Or                      | Argent                                                                 | Bronze                                                                    |
| --------------------------- | ----------------------- | ---------------------------------------------------------------------- | ------------------------------------------------------------------------- |
| Épée individuel cat. 2-3    | Giulio Martelli (ITA)   | Hans-Joachim Böhm (FRG)                                                | Beldjilau (FRA)                                                           |
| Épée individuel cat. 4-5    | Wilfried Lipinski (FRG) | Arthur Bellance (FRA)                                                  | Ahmad Habib Al-Saleh (KUW)                                                |
| Épée par équipes open       | France                  | Allemagne de l'Ouest                                                   | Hong Kong King Bor Cheung Koon Tung Lau Man Kee Lai Sik Lau Szet Kit Chan |
| Fleuret individuel cat. 1B  | Santo Mangiano (ITA)    | Fabio Bernagozzi (ITA)                                                 | Travis (GBR)                                                              |
| Fleuret individuel cat. 1C  | Günter Spiess (FRG)     | Leroux (FRA)                                                           |                                                                           |
| Fleuret individuel cat. 2-3 | André Hennaert (FRA)    | Hans-Joachim Böhm (FRG)                                                |                                                                           |
| Fleuret individuel cat. 4-5 | Arthur Bellance (FRA)   | Olivier Plane (FRA)                                                    | J. Clarke (GBR)                                                           |
| Fleuret par équipes open    | France                  | Italie Giuseppe Alfieri Giulio Martelli Pierino Scarsella Luigi Zonghi | Grande-Bretagne                                                           |
| Sabre individuel cat. 2-3   | André Hennaert (FRA)    | Pierino Scarcella (ITA)                                                | Brian Dickinson (GBR)                                                     |
| Sabre individuel cat. 4-5   | Kevin Davies (GBR)      | Jason Aharoni (ISR)                                                    | Ronny Waterbley (BEL)                                                     |
| Sabre par équipes open      | France                  | Italie Giuseppe Alfieri Pierino Scarcella de Benedettis                | Grande-Bretagne                                                           |

### Podiums féminins
| Épreuves                    | Or                         | Argent                 | Bronze                                             |
| --------------------------- | -------------------------- | ---------------------- | -------------------------------------------------- |
| Fleuret individuel cat. 1C  | Véronique Soetemondt (FRA) |                        |                                                    |
| Fleuret individuel cat. 2-3 | Murielle Desmarets (FRA)   | Mariella Bertini (ITA) | Jannick Seveno (FRA)                               |
| Fleuret individuel cat. 4-5 | Yuet Wah Fung (HKG)        | Sylviane Meyer (FRA)   | Thérèse Lemoine (FRA)                              |
| Fleuret par équipes open    | France Murielle Desmarets  | Israël                 | Hong Kong Yuet Wah Fung Shuk Han Yuen Anyette Chow |

### Tableau des médailles
| Rang  | Nation               | Or | Argent | Bronze | Total |
| ----- | -------------------- | -- | ------ | ------ | ----- |
| 1     | France               | 9  | 4      | 3      | 16    |
| 2     | Italie               | 2  | 5      | 0      | 7     |
| 3     | Allemagne de l'Ouest | 2  | 3      | 0      | 5     |
| 4     | Grande-Bretagne      | 1  | 0      | 5      | 6     |
| 5     | Hong Kong            | 1  | 0      | 2      | 3     |
| 6     | Israël               | 0  | 2      | 0      | 2     |
| 7     | Belgique             | 0  | 0      | 1      | 1     |
| 7     | Koweït               | 0  | 0      | 1      | 1     |
| Total | Total                | 15 | 14     | 12     | 41    |